# Anakreon på Samos
Anakreon på Samos (fransk titel: Anacréon chez Polycrate) är ett franskt lyriskt skådespel i tre akter med text av Jean Henri Guy och musik av André Grétry. Skådespelet översattes till svenska av Johan David Valerius och den svenska baletten gjordes av Federico Nadi Terrade. Den framfördes i Sverige 18 januari 1803 på Gustavianska operahuset, Stockholm, med anledning av drottning Fredrikas kyrkotagning.

## Roller
| Roller                   | Stämma | Premiärbesättning | Rollbesättning vid den svenska premiären den 18 januari 1803 (Dirigent: ) |
| ------------------------ | ------ | ----------------- | ------------------------------------------------------------------------- |
| Polykrates               |        |                   | Christopher Christian Karsten                                             |
| Anakreon                 |        |                   | Carl Stenborg                                                             |
| Anais                    |        |                   | Franziska Stading                                                         |
| Olfides                  |        |                   | G. Åman                                                                   |
| Lysander                 |        |                   | Cederberg                                                                 |
| Leonidas                 |        |                   | E. Folling                                                                |
| Torax                    |        |                   | Axel Fredrik Cederholm                                                    |
| Aster                    |        |                   | Hagström                                                                  |
| Euthymes                 |        |                   | E. J. Sundvall                                                            |
| Krathis                  |        |                   | Johan Fredrik Wikström                                                    |
| Apollo (danssolist)      |        |                   | Ludovico Casagli                                                          |
| Terpsichore (danssolist) |        |                   | Hedda Hjortsberg                                                          |
| Venus (danssolist)       |        |                   | Margaretha Christina Åbergsson                                            |
| Kärleken (danssolist)    |        |                   | Filippo Taglioni                                                          |
| Bacchus (danssolist)     |        |                   | Beautain                                                                  |
| Pan (danssolist)         |        |                   | Louis Deland                                                              |
| En tracier (danssolist)  |        |                   | Giovanni Battista Ambrosiani                                              |